# Pietro Maria Pieri
Pietro Maria Pieri (Siena, 29 de setembro de 1676 - Roma, 27 de janeiro de 1743) foi um cardeal do século XVIII.

## Biografia
Nasceu em Siena em 29 de setembro de 1676, em um pequeno castelo chamado Piancastagno, perto de Radicofani, Siena (1) . De família nobre empobrecida. Filho de Francesco Pieri e Elizabetta Maggiolini. Ele foi batizado em 1º de outubro de 1676. Seu primeiro nome também consta como Pier Maria.
Durante uma visita a Piancastagno, o padre Ponzoli, OSM, conheceu o jovem Pietro Maria e pediu-lhe que se tornasse um irmão voluntário na Ordem dos Servos de Maria (Servitas), convite que ele prontamente aceitou; com o consenso de seus pais, Pietro Maria foi para Florença com o padre Ponzoli e estudou gramática; em 1691, quando completou quinze anos, recebeu o hábito religioso no convento della SS. Anunciata ; dois anos depois, quando terminou o noviciado, foi enviado para o convento de S. Marcello em Roma, onde continuou sua educação, concluindo sua formação teológica com uma brilhante dissertação pública; quando ele tinha vinte e seis anos, o Papa Clemente XI, por um breve papal, o nomeou mestre em sua ordem.
Ordenado (sem mais informações encontradas). Quando terminou seus estudos, foi como regente de estudos para o convento della Annunziataem Florença e dois anos depois, voltou como regente ao convento de S. Marcello em Roma, onde mais tarde foi eleito definidor geral da província da Toscana de sua ordem. Com a morte do superior geral, foi nomeado vigário geral até a celebração do capítulo geral; O padre Castelli foi eleito novo superior geral da ordem e, por motivos conhecidos apenas por ele, o novo superior geral privou o padre Pieri do cargo de regente. O padre Pieri apelou ao cardeal Lorenzo Corsini, futuro Papa Clemente XII, então protetor da Ordem dos Servitas, com tanta energia e eloquência que o cardeal o nomeou seu bibliotecário e teólogo, com uma pensão de cinquenta escudosum ano, e consultor do SS.CC. dos Ritos e do Índice. Com a morte do padre Castelli, o padre Sostegno Cavalli foi eleito superior geral e o padre Pieri foi aclamado procurador geral da ordem em 1720. Quando o padre Cavalli foi promovido ao episcopado como bispo de Gubbio, o padre Pieri governou a ordem temporariamente até que, por um breve papal do Papa Bento XIII, foi nomeado o novo superior geral em 1725. No capítulo geral celebrado em 1732, após seis anos como superior geral, foi confirmado no mesmo cargo pelos religiosos de sua ordem. Ele conseguiu obter vários privilégios para a Ordem, incluindo a isenção das irmãs da Ordem Terceira da jurisdição do bispo local e a colocação delas diretamente sob a Ordem; o direito in perpetuodos Servos de Maria ter um consultor na Sagrada Congregação dos Ritos; a aprovação das Constituições da Observância Germânica (1727); a extensão do ofício de Nossa Senhora das Dores na sexta-feira após o Domingo da Paixão à Igreja Universal. Durante seu generalato, S. Peregrine Laziosi foi canonizado e a canonização de Santa Juliana Falconieri foi preparada, mas teve que ser adiada até 1737 por causa da morte de Bento XIII. Diz-se que a Ordem nunca foi tão conhecida ou respeitada como no período em que o padre Pieri era prior geral.
Criado cardeal sacerdote no consistório de 24 de março de 1734; recebeu o gorro vermelho e o título de S. Giovanni a Porta Latina, em 12 de abril de 1734. Permaneceu como superior geral até a festa de Pentecostes de 1734. Participou do conclave de 1740, que elegeu o Papa Bento XIV. Pouco depois ele ficou doente e foi afligido com a perda parcial de sua mente, e sofreu sua doença com grande paciência e santidade. Após sua promoção ao cardinalato, ele continuou a observar estritamente as regras de sua ordem religiosa e recusou todos os presentes.
Morreu em Roma em 27 de janeiro de 1743, Roma. Exposto na igreja de S. Marcello, Roma, em 29 de janeiro de 1743; a capella papalis aconteceu no dia seguinte com a participação do Papa Bento XIV e do Sagrado Colégio dos Cardeais; o falecido cardeal foi sepultado em frente ao altar de S. Giuliana Falconieri, na capela de S. Filippo Benizi daquela igreja. Posteriormente, seus restos mortais foram sepultados no centro do coro, à direita do altar-mor, com nobre epitáfio composto pelo Padre Alessandro Bandiera, OSM. Um monumento de mármore à sua memória foi erguido na sacristia da basílica de S. Maria dei Servi, em Siena.